# SPACE 雑遊
SPACE 雑遊（スペース ざつゆう）は、東京都新宿区新宿3-8-8 新宿O・Tビル 地下1階にある多目的自由空間。フラットスペース型劇場。新宿に開店して30年以上の老舗居酒屋「池林房」「陶玄房」「浪曼房」のオーナー、太田篤哉が提供。この頁では同ビルにある劇場、SPACE 梟門（スペース きょうもん）についても扱う。

## 概要

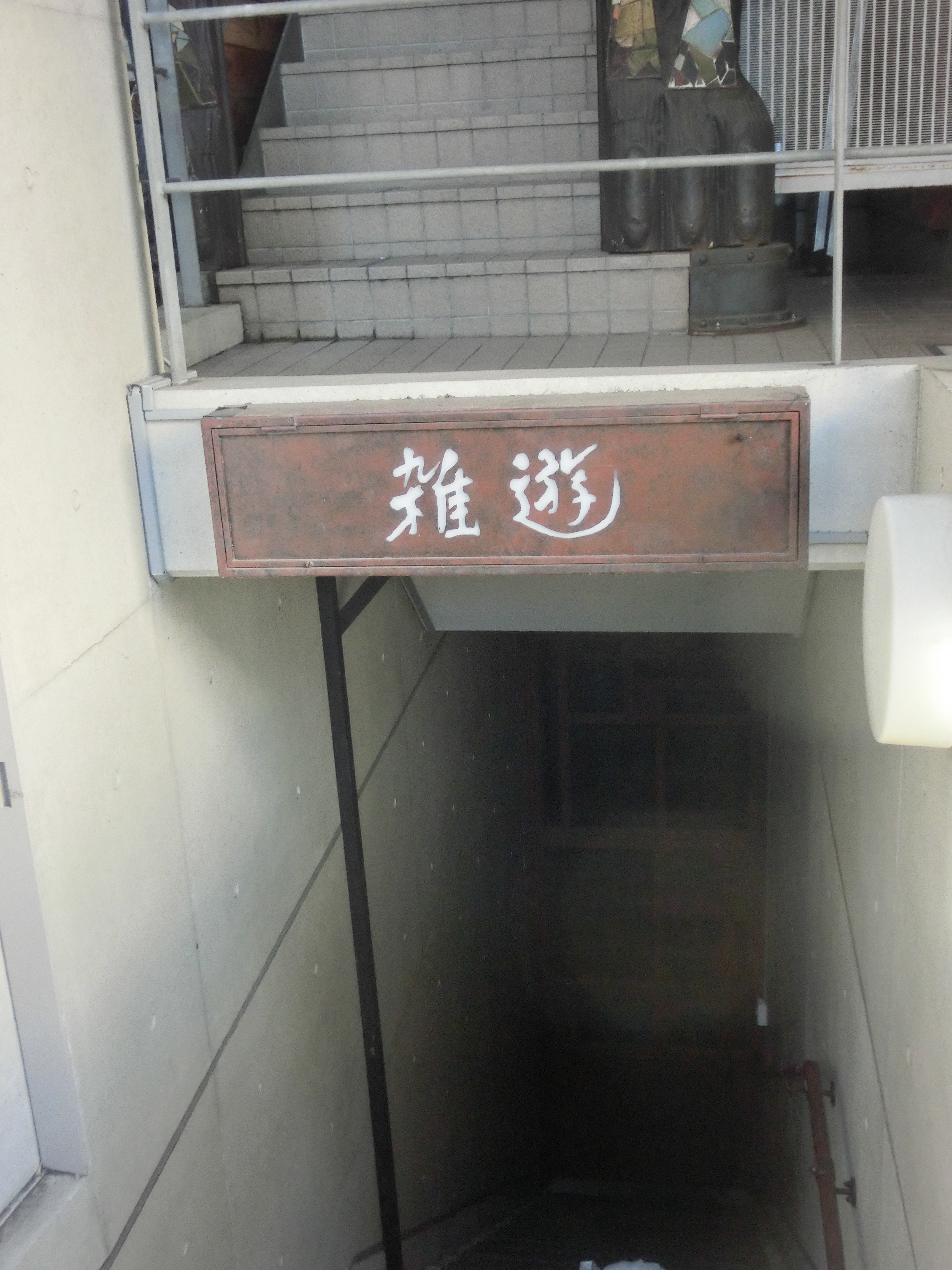
新宿・雑遊（2018年）

2006年に「アヴァンギャルドな自遊空間」として誕生。題字は原田芳雄。こけら落し公演は2006年1月8日、9日で行われたアル☆カンパニーの「（お）もろい夫婦」。
真っ黒な打ちっぱなしコンクリートブロックに囲まれたフラットスペース型の劇場で、舞台や客席の位置を様々に可変できる。最大客席数は約100名。フロア内に楽屋はなく、ビル3階事務所横に2部屋の楽屋がある。
オープン10周年を記念して「SPACE 雑遊 10周年・SPACE 梟門 1周年記念展『拾』(じゅう) 」が2017年1月5日から7日まで開催され、作家の椎名誠とオーナー・太田篤哉のトークショーなどが行われた。

## SPACE 梟門

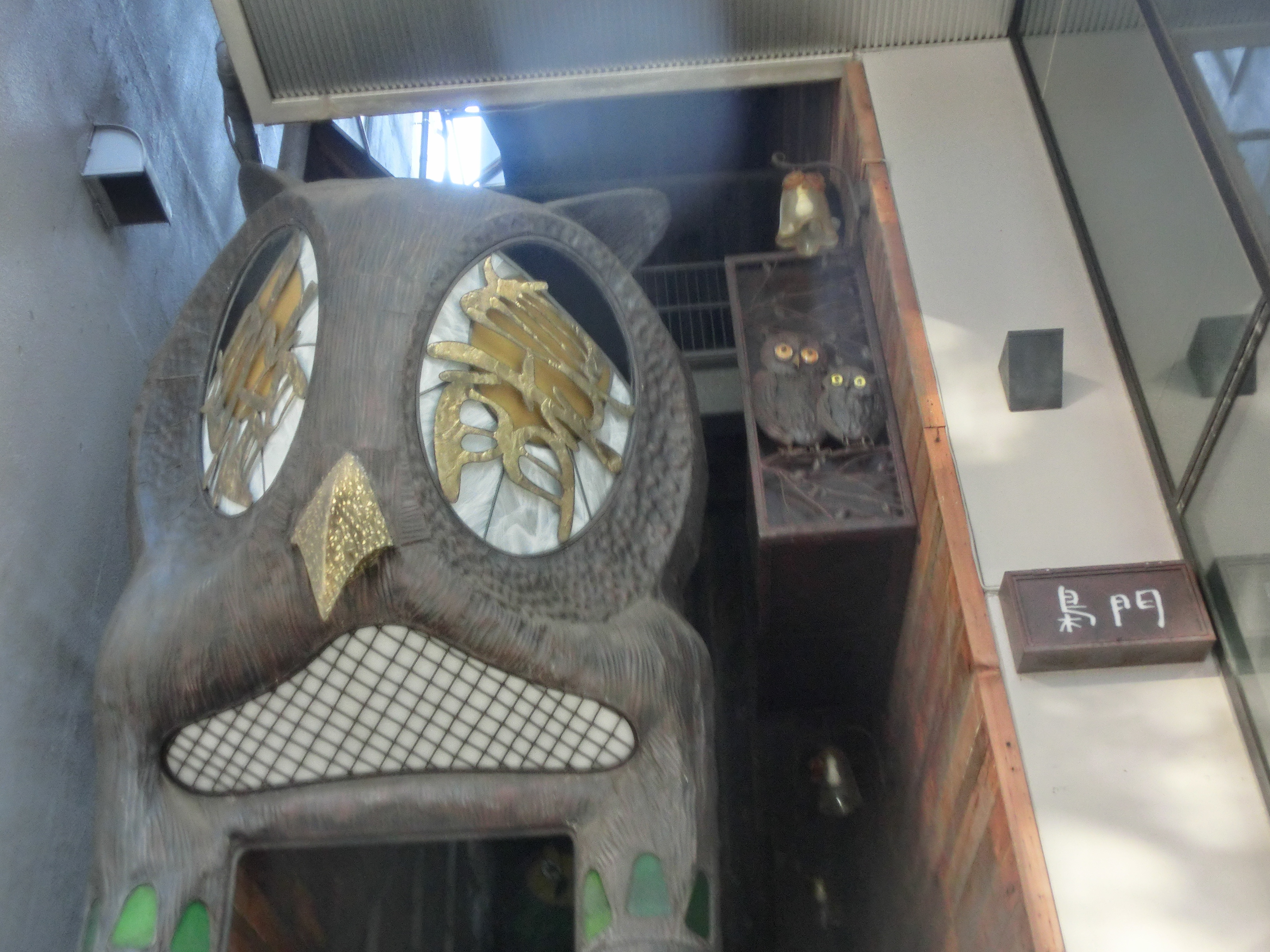
新宿・梟門（2018年）

2015年12月9日にこけら落としされた、SPACE 雑遊と同じビルの2階に位置する多目的フリースペース。雑遊と違い、ステージおよびひな壇になった客席が常設されている。太田篤哉が西武新宿駅最寄で経営していた「梟門」のフクロウの看板（オブジェ）を移設しており、以降、ビルの目印となっている。劇場の名前もかつての居酒屋にちなむ。座席数は約70席。題字は椎名誠。
演劇だけでなく、ラブレターズなどお笑いライブも開かれている。

## アクセス
- 地下鉄都営新宿線「新宿三丁目」駅 C5出口 - 駅徒歩0分
- 東京メトロ丸ノ内線・副都心線 「新宿三丁目」駅 B2出口 - 徒歩5分
- JR「新宿」駅 東口 - 徒歩10分